# Javier Lozano Chavira
Javier Lozano Chavira (* 9. Februar 1971 in Monterrey, Nuevo León), auch bekannt unter dem Spitznamen El Pastor, ist ein ehemaliger mexikanischer Fußballspieler, der vorwiegend im Mittelfeld agierte.

## Laufbahn
Der aus dem Nachwuchsbereich der UANL Tigres hervorgegangene Lozano stand als Profifußballer von 1993 bis 1998 bei seinem Heimatverein unter Vertrag und erlebte dort alle Höhen und Tiefen des Fußballs. 1996 gewann er mit den Tigres im März 1996 zunächst den mexikanischen Pokalwettbewerb und stieg wenige Wochen später mit seinem Verein in die zweite Liga ab. Durch den Gewinn beider Wettbewerbe, die in der Saison 1996/97 ausgetragen wurden, gelang der sofortige Wiederaufstieg in die höchste Spielklasse. 
1998 wechselte Lozano zu Atlético Morelia, deren Vereinsname ein Jahr später um den in der Region weit verbreiteten Monarchfalter durch den Zusatz Monarcas ergänzt wird. Mit ihm gewann Lozano in der Apertura 2000 – zum ersten und bisher einzigen Mal in dessen Vereinsgeschichte – die mexikanische Fußballmeisterschaft.
Nach seinem Weggang von Monarcas Morelia beendete Lozano seine aktive Laufbahn Anfang 2003 bei den damals neu in der zweiten Liga gestarteten Lagartos de Tabasco.

## Erfolge
- Mexikanischer Meister: Apertura 2000 (mit Monarcas Morelia)
- Mexikanischer Pokalsieger: 1996 (mit UANL Tigres)
- Mexikanischer Zweitligameister: Winter 1996, Sommer 1997 (mit UANL Tigres)